# مارک گسال

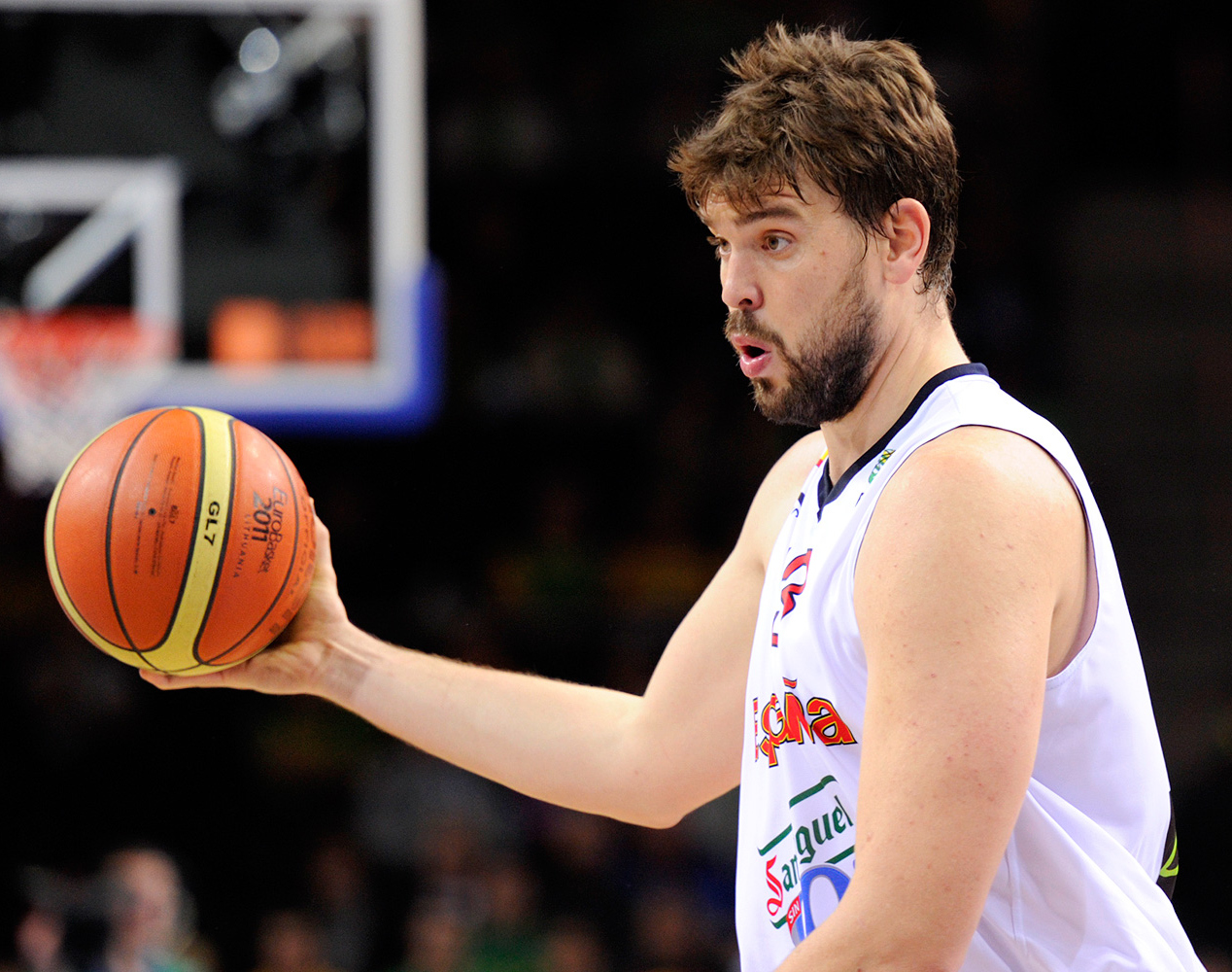

مارک گسال ای سائز (به اسپانیایی: Marc Gasol i Sáez) ‏ (۲۹ ژانویه ۱۹۸۵ در بارسلون) ملی پوش تیم ملی بسکتبال اسپانیا است که در سال ۲۰۱۹ با تیم تورنتو رپتورز قهرمان ان‌بی‌ای شد. گسال پیش از پیوستن به ان‌بی‌ای در باشگاه بسکتبال بارسلونا بازی می‌کرد. مارک در فصل ۲۰۲۱ به تیم لس‌انجلس لیکرز پیوست.